# 1169 w polityce
Wydarzenia polityczne w 1169 roku.

## Wydarzenia
- Początek anglonormandzkiego podboju Irlandii[1][2][3].
- Andrzej Bogolubski opanował Kijów[1][3][4].
- Saladyn (wódz Nur ad-Dina) opanował Egipt[5].

## Zmarli
- Walter z Malonne, biskup wrocławski[6].